# Il dolce veleno
Il dolce veleno è un film muto italiano del 1921 diretto da Telemaco Ruggeri.